# Felinto Lúcio Dantas
Felinto Lúcio Dantas (Carnaúba dos Dantas, 23 de março de 1898 – Carnaúba dos Dantas, 11 de setembro de 1986) foi um compositor, maestro e agricultor brasileiro, reconhecido como uma figura central na música do Rio Grande do Norte, especialmente para bandas filarmônicas e na música sacra, com reconhecimento nacional e internacional. Era primo do também maestro Tonheca Dantas.

## Biografia
Felinto Lúcio Dantas nasceu em Carnaúba dos Dantas, Rio Grande do Norte, em 23 de março de 1898. Proveniente do Seridó, região de forte identidade cultural, demonstrou interesse pela música desde cedo, tendo seus primeiros aprendizados com um primo. Aprofundou seus estudos musicais com aulas de solfejo e leitura musical com Pedro Arboés. A influência de seu primo, Tonheca Dantas (Antônio Pedro Dantas), renomado maestro de Acari, também foi fundamental em sua formação.
Seu talento para composição manifestou-se aos 17 anos. Em 1917, após ler o livro "Culpa e Perdão", criou seu primeiro dobrado, intitulado "Estreia". Dois anos depois, em 1919, homenageou a obra literária com a valsa "Culpa e Perdão".
Ao longo da vida, exerceu principalmente a profissão de agricultor. Essa atividade coexistiu com uma intensa produção musical, refletindo a centralidade da música em sua vida. Atuou também como regente da banda filarmônica de Acari, que mais tarde seria renomeada em sua homenagem. Em 1982, gravou um depoimento para o programa "Memória Viva" da TV Universitária do RN, um importante registro de sua trajetória.
Felinto Lúcio Dantas faleceu em sua cidade natal, Carnaúba dos Dantas, em 11 de setembro de 1986.

## Obra
Felinto Lúcio Dantas foi um compositor prolífico, com mais de 200 peças atribuídas a ele, abrangendo música instrumental e sacra.

### Música instrumental
Compôs 83 dobrados, um gênero popular em bandas e solenidades. Exemplos incluem "Estreia", "Mobral 59", "Caetano Dantas 58" (ou 51), "Paulo Lúcio Dantas 55", "Flávio Lúcio Dantas 57", "Joaquim Lúcio Dantas 58" (ou Caetano Dantas 51?), e "Francisco Lúcio Dantas 63". Seus dobrados eram frequentemente tocados nas "alvoradas" da Festa de São José em Acari.
Criou 42 valsas, incluindo "Culpa e Perdão" (1919), "Adélia", "Lúcia Dantas", "Ana Dantas", "Teresa Maia", "Maria de Fátima Dantas", "Maria do Carmo", "Terezinha Dantas" e "Delzira Maria Dantas" (sua última composição, de 1986, dedicada à segunda esposa).
Sua produção instrumental também inclui 4 mazurcas e 4 choros. Compôs ainda 12 marchas, como "Sales", dedicada ao poeta Francisco de Sales Felipe.
Em parceria com José Lucas de Barros, escreveu o "Hino do centenário de Caicó" e a "Valsa do centenário".

### Música sacra
Compôs 36 obras sacras, incluindo hinos, missas e novenas, seguindo o estilo ceciliano. Criou melodias para novenas (como "A quinta novena"), missas (com movimentos como "Kyrie", "Glória", "Credo", "Sanctus" e "Agnus Dei"), ladainhas, motetos eucarísticos (como "O Salutaris Hostia"), e para orações como o "Pai Nosso" e a "Ave Maria".
Compôs o "Tantum Ergo Sacramentum" em latim para duas vozes, com introdução inspirada no canto do pássaro Anu-branco. Também criou hinos para padroeiros de diversas paróquias, incluindo o Hino de Nossa Senhora da Guia (Acari) e o Hino de São Sebastião (Picuí/PB).

### Hinos
É autor de nove hinos, incluindo o Hino da cidade de Carnaúba dos Dantas.

### Tabela de obras selecionadas
| Título                                           | Gênero                | Ano          | Notas                                                                       | Fonte(s)     |
| ------------------------------------------------ | --------------------- | ------------ | --------------------------------------------------------------------------- | ------------ |
| Estreia                                          | Dobrado               | 1917         | Primeira composição, inspirada no livro "Culpa e Perdão"                    | [ 2 ] [ 3 ]  |
| Culpa e Perdão                                   | Valsa                 | 1919         | Dedicada ao livro homônimo                                                  | [ 2 ] [ 4 ]  |
| Mobral 59                                        | Dobrado               | Desconhecido |                                                                             | [ 2 ] [ 7 ]  |
| Tantum Ergo                                      | Música Sacra          | Desconhecido | Apresentado no Vaticano (2021), introdução inspirada no canto do Anu-branco | [ 10 ] [ 2 ] |
| A quinta novena                                  | Música Sacra          | Desconhecido | Apresentada para o Papa João Paulo II (1997)                                | [ 9 ] [ 2 ]  |
| O Salutaris Hostia                               | Música Sacra (Moteto) | Desconhecido | Apresentado no Vaticano                                                     | [ 9 ] [ 2 ]  |
| Hino de Carnaúba dos Dantas                      | Hino                  | Desconhecido | Hino da cidade                                                              | [ 2 ]        |
| Hino do centenário de Caicó                      | Hino                  | Desconhecido | Coescrito com José Lucas de Barros                                          | [ 3 ]        |
| Valsa do centenário                              | Valsa                 | Desconhecido | Coescrito com José Lucas de Barros                                          | [ 3 ]        |
| Dobrado Mobral                                   | Dobrado               | Desconhecido | Presente em álbum                                                           | [ 7 ]        |
| Missa (Kyrie, Glória, Credo, Sanctus, Agnus Dei) | Música Sacra          | Desconhecido | Movimentos de uma Missa, presentes em álbum                                 | [ 7 ]        |
| Sales                                            | Marcha                | Desconhecido | Dedicada a Francisco de Sales Felipe                                        | [ 2 ] [ 3 ]  |
| Delzira Maria Dantas                             | Valsa                 | 1986         | Última composição, dedicada à sua segunda esposa                            | [ 2 ]        |

## Gravações
- 1978: LP duplo gravado pelo Centro Cultural Mobral, com arranjos e regência de Radamés Gnattali em algumas faixas (como os movimentos da Missa) e João Baptista Gonçalves em outras (como os dobrados).[7] O lançamento em Natal contou com o patrocínio do governador Tarcísio Maia.[3][2]
- 1983: LP gravado pela Universidade Federal do Rio Grande do Norte (UFRN).[3]
- 1999: Dobrado "Estréia" gravado pelo Quinteto Natal Metais no CD "Nação Potiguar", em comemoração aos 400 anos de Natal.[3]

## Recepção e reconhecimento
Felinto Lúcio Dantas foi amplamente reconhecido no Seridó e em todo o Rio Grande do Norte. Seus dobrados eram frequentemente executados por bandas locais. Em sua homenagem, a banda filarmônica de Acari foi renomeada Filarmônica Maestro Felinto Lúcio Dantas e uma estátua sua foi erguida em frente à sede da banda. É considerado um orgulho para sua cidade natal, Carnaúba dos Dantas. Anualmente, o Festival Maestro Felinto Lúcio Dantas é realizado em Santa Cruz para celebrar seu legado. A Associação Cultural Maestro Felinto Lúcio Dantas em Acari trabalha para preservar e promover sua obra.
Sua música transcendeu o sertão, chegando a centros como Rio de Janeiro e Pernambuco, e até à Europa. Marcos importantes de reconhecimento internacional incluem:
- 1997: Sua obra sacra "A quinta novena" foi executada em missa celebrada pelo Papa João Paulo II na Catedral do Rio de Janeiro.[3][9]
- 2021: Seu "Tantum Ergo" foi interpretado no Vaticano durante a celebração de Corpus Christi.[2]
- Outra peça, "O Salutaris Hostia", foi executada no altar da Basílica de São Pedro.[2][9]

O poeta e ex-professor Francisco de Sales Felipe o considerava um "Deus da música". Em 1986, o Governo do Estado do Rio Grande do Norte o condecorou com a medalha da Ordem do Mérito no grau Oficial. Recebeu também homenagens da UFRN e do IFRN.
Em 2024 a Câmara Municipal de Carnaúba dos Dantas concedeu a Medalha de Honra ao Mérito Artístico "Felinto Lúcio Dantas" a José do Carmo Silva.

## Legado
Felinto Lúcio Dantas é lembrado como uma figura musical de grande importância no interior do Rio Grande do Norte. Sua obra contribuiu para moldar a percepção cultural do sertão, desafiando estereótipos e alcançando reconhecimento nacional e internacional. Sua musicalidade permanece na memória cultural do estado, e suas composições continuam a ser executadas e celebradas.